# Югина темнокрила
Юги́на темнокрила (Yuhina gularis) — вид горобцеподібних птахів родини окулярникових (Zosteropidae). Мешкає в Гімалаях і горах Південно-Східної Азії.

## Опис

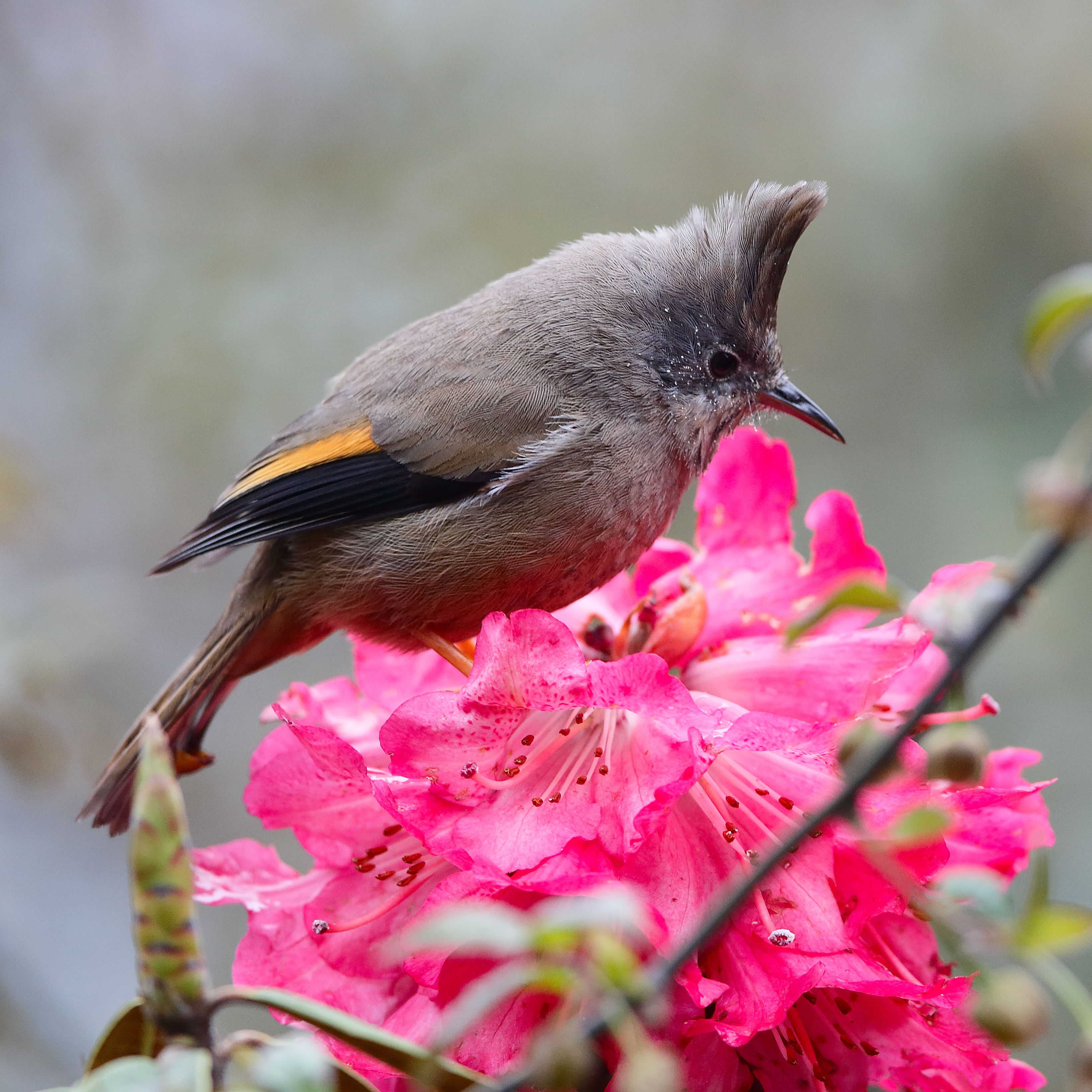
Темнокрила югина

Довжина птаха становить 13-16 см. Забарвлення переважно темне, сірувате, хвіст роздвоєний. Горло світле, поцятковане темними смужками. Махові пера чорні, на крилах оранжева смуга. На голові помітний, направлений вперед чуб.

## Підвиди
Виділяють чотири підвиди:
- Y. g. vivax Koelz, 1954 — західні Гімалаї (Уттаракханд);
- Y. g. gularis Hodgson, 1836 — від Непалу до південно-східного Тибету, північно-західного Юньнаню, західної М'янми і північно-західного В'єтнаму;
- Y. g. omeiensis Riley, 1930 — південний Китай (гори Емейшань);
- Y. g. uthaii Eames, JC, 2002 — центральний В'єтнам (гора Нгоклінь в провінції Контум).

## Поширення і екологія
Темнокрилі югини мешкають в Індії, Непалі, Бутані, Китаї, М'янмі, Лаосі і В'єтнамі. Вони живуть в гірських дубових, березових і рододендронових лісах або в мішаних гірських лісах. Зустрічаються на висоті від 1200 до 3800 м над рівнем моря. Живляться комахами, а також нектаром і ягодами. Сезон розмноження в Індії триває з травня по червень, в Бутані з липня по серпень, в Тибеті з квітня по травень і в Південно-Східній Азії з березня по червень.